# Taksar (Syangja)
Taksar (nep. टक्सार) – gaun wikas samiti w zachodniej części Nepalu w strefie Gandaki w dystrykcie Syangja. Według nepalskiego spisu powszechnego z 2001 roku liczył on 547 gospodarstw domowych i 2607 mieszkańców (1497 kobiet i 1110 mężczyzn).